# Любомир Янев (полицай)
Любомир Лазаров Янев е български полицай, главен комисар от МВР, директор на Главна дирекция „Борба с организираната престъпност“ от юни 2020.

## Биография
Роден е на 4 септември 1981 г. в София. Завършва Академията на МВР. През 2003 г. влиза в системата на МВР като разузнавач към 9-то РПУ в София. В периода 2004 – 2015 г. заема последователно длъжностите разузнавач в сектор „Престъпления против личността“, началник на група към същия сектор, началник на сектор „Престъпления свързани с общоопасни средства“. Всички в СДВР. През май 2015 г. е назначен за началник на сектор в отдел „Контратероризъм“. От 2016 г. е началник на отдел „Контратероризъм“ в Главна дирекция „Борба с организираната престъпност“-МВР. От юли 2019 г. е заместник-директор на Главна дирекция „Борба с организираната престъпност“, а от 30 юни 2020 г. е директор на главната дирекция. На 31 май 2021 г. е освободен от поста на директор и е назначен на друга длъжност в МВР.